# Paul Zinke

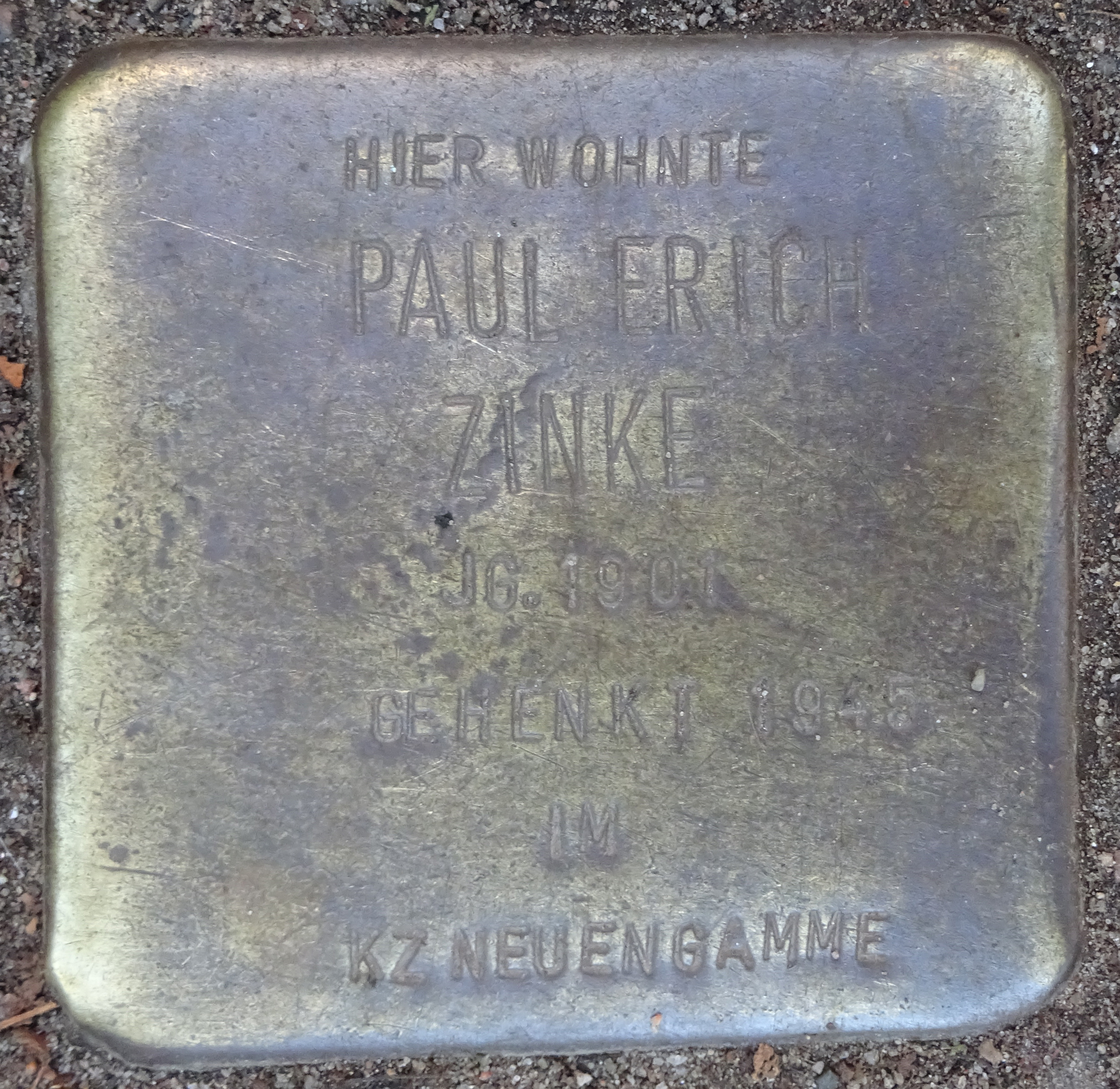
Stolperstein für Paul Zinke im Falkenried 26 in Hoheluft-Ost.

Paul Erich Zinke (* 8. März 1901 in Warmbrunn; † 23. April 1945 im KZ Neuengamme) war ein deutscher kommunistischer Widerstandskämpfer gegen den Nationalsozialismus und NS-Opfer.

## Leben
Paul Zinke entstammte einer niederschlesischen Arbeiterfamilie. Nach dem Besuch der Volksschule erlernte er den Beruf des Elektrikers. Er hatte frühzeitig Verbindung zu Freidenkerkreisen gefunden, denen er sich selber zurechnete. Zinke trat auch der Sozialistischen Arbeiter-Jugend (SAJ) bei. 1921 beteiligte er sich an den Märzaufständen in Mitteldeutschland. 1925 trat er in die Kommunistische Partei Deutschlands (KPD) ein und engagierte sich gegen den aufkommenden Nationalsozialismus. Seine weitere berufliche Tätigkeit fand er in Hamburg, wo er seit Beginn der 1930er Jahre auf der Stülcken-Werft arbeitete. Hier war er nach der Machtübertragung an die NSDAP weiterhin illegal antifaschistisch tätig. Im Juli 1935 wurde er verhaftet und wegen „Vorbereitung zum Hochverrat“ von einem Gericht zu neun Monaten Gefängnishaft verurteilt.
Nach seiner Freilassung suchte er die Verbindung zur Widerstandsgruppe Bästlein-Jacob-Abshagen und bildete mit Ernst Fiering in der Stülcken-Werft eine „antifaschistische Zelle“, zu der auch sowjetische und polnische Kriegsgefangene sowie Zwangsarbeiter gehörten. Neben der Unterstützung dieser sogenannten „Ostarbeiter“ auf der Werft bei ihrem Kampf um ihr Überleben kümmerte sich die Gruppe um Fiering und Zinke um den Aufbau einer geheimen Funkstation mit Empfangsanlage zum Abhören sogenannter „Feindsender“, um während des Kriegsgeschehens vertrauenswürdige Nachrichten empfangen zu können. Sie besorgten sich auch einen Vervielfältigungsapparat, mit dem sie gefälschte Dokumente und Lebensmittelkarten für Flüchtlinge und Zwangsarbeiter herstellen konnten. Im Januar 1943 wechselte Zinke als Elektriker in das Schiffbaubüro der AEG über.
Zinkes Widerstandstätigkeit war seit dem 28. Juni 1943 nicht mehr möglich, denn er wurde zur Wehrmacht eingezogen. Als politisch Vorbestrafter gehörte er zu den „Wehrunwürdigen“ und wurde dem Bewährungsbataillon 999 zugewiesen. Diese Einheiten wurden dazu eingesetzt, bestimmte Stützpunkte zu halten und feindliche Truppen zu binden. Zinke wurde einer „Ersatzeinheit“ in Jugoslawien zugeteilt, wo er etwas bessere Lebensbedingungen vorfand als in anderen Gruppen, die unter Hunger litten. Ende April 1944 kam er aus den 999ern frei, wurde jedoch kurz danach wieder erfasst und zur Organisation Todt (OT) gepresst. In diesem Verband, der militärisch wichtige Bauten errichten musste, arbeitete Zinke weitere sieben Monate bis zum September 1944. Er wurde unter anderem in Trier und in Hamburg eingesetzt, wo er sogar Kontakte zu Antifaschisten aufnehmen konnte.
Im Dezember 1943 gelang es der Gestapo, in den Bekanntenkreis um Fiering und Zinke mit Alfons Pannek einen Spitzel einzuschleusen, mit dem sich auch Zinke mehrmals traf, ohne eine Gefahr zu ahnen, als er von der OT entlassen war. Nun kam seine illegale Tätigkeit wie die seiner Frau Margit ans Licht. Am 27. November 1944 wurde er zusammen mit Ernst Fiering, seiner Frau Marie Fiering und ihrer Schwester verhaftet und im Gestapo-Gefängnis Fuhlsbüttel interniert. Die Gestapo hatte sogar schon Liquidationslisten vorbereitet mit den Namen von Widerständlern und Oppositionellen, die in letzter Minute ermordet werden sollten. Auf diesen Listen standen auch Paul und Margit Zinke. In den Nächten vom 21. bis zum 24. April wurden diese insgesamt 71 Personen beim Verbrechen der Endphase im KZ Neuengamme ermordet. Während Margit Zinke mit den anderen Frauen gehenkt wurde, sind die genauen Todesumstände bei Paul Zinke nicht bekannt. Weil sich die Männer verbarrikadiert hatten, wurden einige erschossen, andere durch Handgranateneinsatz getötet und einige gehenkt.
Paul Zinke war seit 1932 liiert mit der 52-jährigen Witwe Hermine Marr und hatte mit ihr einen sieben Jahre alten Sohn, Albert Lohrberg, nach dem Geburtsnamen der Mutter benannt. Am 1. Juli 1944 heiratete er Margit Fleischner geschiedene Speckin. Aus dieser Ehe ging eine Tochter Ursula hervor.

## Ehrungen
- An ihrer letzten Wohnadresse Falkenried 26 (Hamburg-Nord, Hoheluft-Ost)  verlegte der Aktionskünstler Gunter Demnig zwei Stolpersteine für Margit Zinke und Paul Zinke.